# Simning vid asiatiska spelen 2022
Simning vid asiatiska spelen 2022 hölls i Hangzhou Olympic Sports Park Aquatics Center i Hangzhou i Kina mellan den 24 och 29 september 2023.

## Program
| H | Försöksheat | F | Final |

| Gren ↓ / Datum →           | 24:e Sön | 24:e Sön | 25:e Mån | 25:e Mån | 26:e Tis | 26:e Tis | 27:e Ons | 27:e Ons | 28:e Tor | 28:e Tor | 29:e Fre | 29:e Fre |
| -------------------------- | -------- | -------- | -------- | -------- | -------- | -------- | -------- | -------- | -------- | -------- | -------- | -------- |
| Herrarnas 50 m frisim      |          |          | H        | F        |          |          |          |          |          |          |          |          |
| Herrarnas 100 m frisim     | H        | F        |          |          |          |          |          |          |          |          |          |          |
| Herrarnas 200 m frisim     |          |          |          |          |          |          | H        | F        |          |          |          |          |
| Herrarnas 400 m frisim     |          |          |          |          |          |          |          |          |          |          | H        | F        |
| Herrarnas 800 m frisim     |          |          |          |          |          |          |          |          | F        | F        |          |          |
| Herrarnas 1 500 m frisim   |          |          |          |          | F        | F        |          |          |          |          |          |          |
| Herrarnas 50 m ryggsim     |          |          | H        | F        |          |          |          |          |          |          |          |          |
| Herrarnas 100 m ryggsim    | H        | F        |          |          |          |          |          |          |          |          |          |          |
| Herrarnas 200 m ryggsim    |          |          |          |          |          |          |          |          |          |          | H        | F        |
| Herrarnas 50 m bröstsim    |          |          |          |          |          |          |          |          |          |          | H        | F        |
| Herrarnas 100 m bröstsim   |          |          | H        | F        |          |          |          |          |          |          |          |          |
| Herrarnas 200 m bröstsim   |          |          |          |          |          |          |          |          | H        | F        |          |          |
| Herrarnas 50 m fjärilsim   |          |          |          |          |          |          |          |          | H        | F        |          |          |
| Herrarnas 100 m fjärilsim  |          |          |          |          |          |          | H        | F        |          |          |          |          |
| Herrarnas 200 m fjärilsim  |          |          |          |          |          |          |          |          |          |          | H        | F        |
| Herrarnas 200 m medley     | H        | F        |          |          |          |          |          |          |          |          |          |          |
| Herrarnas 400 m medley     |          |          |          |          | H        | F        |          |          |          |          |          |          |
| Herrarnas 4 × 100 m frisim |          |          |          |          |          |          |          |          | H        | F        |          |          |
| Herrarnas 4 × 200 m frisim |          |          | H        | F        |          |          |          |          |          |          |          |          |
| Herrarnas 4 × 100 m medley |          |          |          |          | H        | F        |          |          |          |          |          |          |
| Damernas 50 m frisim       |          |          |          |          |          |          |          |          | H        | F        |          |          |
| Damernas 100 m frisim      |          |          |          |          | H        | F        |          |          |          |          |          |          |
| Damernas 200 m frisim      |          |          | H        | F        |          |          |          |          |          |          |          |          |
| Damernas 400 m frisim      |          |          |          |          | H        | F        |          |          |          |          |          |          |
| Damernas 800 m frisim      |          |          |          |          |          |          |          |          |          |          | F        | F        |
| Damernas 1 500 m frisim    | F        | F        |          |          |          |          |          |          |          |          |          |          |
| Damernas 50 m ryggsim      |          |          | H        | F        |          |          |          |          |          |          |          |          |
| Damernas 100 m ryggsim     |          |          |          |          |          |          | H        | F        |          |          |          |          |
| Damernas 200 m ryggsim     |          |          |          |          | H        | F        |          |          |          |          |          |          |
| Damernas 50 m bröstsim     | H        | F        |          |          |          |          |          |          |          |          |          |          |
| Damernas 100 m bröstsim    |          |          |          |          |          |          | H        | F        |          |          |          |          |
| Damernas 200 m bröstsim    |          |          |          |          |          |          |          |          | H        | F        |          |          |
| Damernas 50 m fjärilsim    |          |          |          |          |          |          |          |          |          |          | H        | F        |
| Damernas 100 m fjärilsim   |          |          |          |          |          |          | H        | F        |          |          |          |          |
| Damernas 200 m fjärilsim   | H        | F        |          |          |          |          |          |          |          |          |          |          |
| Damernas 200 m medley      |          |          | H        | F        |          |          |          |          |          |          |          |          |
| Damernas 400 m medley      |          |          |          |          |          |          | H        | F        |          |          |          |          |
| Damernas 4 × 100 m frisim  | H        | F        |          |          |          |          |          |          |          |          |          |          |
| Damernas 4 × 200 m frisim  |          |          |          |          |          |          |          |          | H        | F        |          |          |
| Damernas 4 × 100 m medley  |          |          |          |          |          |          |          |          |          |          | H        | F        |
| Mixad 4 × 100 m medley     |          |          |          |          |          |          | H        | F        |          |          |          |          |

## Medaljörer

### Herrar
| Gren             | Guld | Guld               | Silver | Silver       | Brons | Brons      |
| 50 m frisim      | Ji Yu-chan Sydkorea | 21,72 0MR0, 0NR0   | Ian Ho Hongkong | 21,87        | Pan Zhanle Kina | 21,92      |
| 100 m frisim     | Pan Zhanle Kina | 46,97 0AR0         | Wang Haoyu Kina | 48,02        | Hwang Sun-woo Sydkorea | 48,04      |
| 200 m frisim     | Hwang Sun-woo Sydkorea | 1.44,40 0MR0, 0NR0 | Pan Zhanle Kina | 1.45,28      | Lee Ho-joon Sydkorea | 1.45,56    |
| 400 m frisim     | Kim Woo-min Sydkorea | 3.44,36            | Pan Zhanle Kina | 3.48,81      | Nguyễn Huy Hoàng Vietnam | 3.49,16    |
| 800 m frisim     | Kim Woo-min Sydkorea | 7.46,03 0MR0, 0NR0 | Fei Liwei Kina | 7.49,90      | Nguyễn Huy Hoàng Vietnam | 7.51,44    |
| 1 500 m frisim   | Fei Liwei Kina | 14.55,47           | Kim Woo-min Sydkorea | 15.01,07     | Shogo Takeda Japan | 15.03,29   |
|                  | |                    | |              | |            |
| 50 m ryggsim     | Xu Jiayu Kina | 24,38 0NR0         | Wang Gukailai Kina | 24,88        | Ryosuke Irie Japan | 25,15      |
| 100 m ryggsim    | Xu Jiayu Kina | 52,23 0MR0         | Ryosuke Irie Japan | 53,46        | Lee Ju-ho Sydkorea | 53,54      |
| 200 m ryggsim    | Xu Jiayu Kina | 1.55,37            | Lee Ju-ho Sydkorea | 1.56,54      | Hidekazu Takehara Japan | 1.57,63    |
|                  | |                    | |              | |            |
| 50 m bröstsim    | Qin Haiyang Kina | 26,35 0MR0         | Sun Jiajun Kina | 26,92        | Choi Dong-yeol Sydkorea | 26,93      |
| 100 m bröstsim   | Qin Haiyang Kina | 57,76 0MR0         | Yan Zibei Kina | 59,09        | Choi Dong-yeol Sydkorea | 59,28 0NR0 |
| 200 m bröstsim   | Qin Haiyang Kina | 2.07,03 0MR0       | Dong Zhihao Kina | 2.08,67      | Watanabe Ippei Japan | 2.09,91    |
|                  | |                    | |              | |            |
| 50 m fjärilsim   | Baek In-chul Sydkorea | 23,29 0MR0         | Teong Tzen Wei Singapore | 23,34        | Adilbek Mussin Kazakstan | 23,44      |
| 100 m fjärilsim  | Katsuhiro Matsumoto Japan | 51,13              | Wang Changhao Kina | 51,24        | Adilbek Mussin Kazakstan | 51,86      |
| 200 m fjärilsim  | Tomoru Honda Japan | 1.53,15 0MR0       | Wang Kuan-hung Kinesiska Taipei | 1.54,53      | Chen Juner Kina | 1.56,04    |
|                  | |                    | |              | |            |
| 200 m medley     | Wang Shun Kina | 1.54,62 0AR0       | Qin Haiyang Kina | 1.57,41      | Daiya Seto Japan | 1.58,35    |
| 400 m medley     | Tomoru Honda Japan | 4.11,40            | Daiya Seto Japan | 4.12,88      | Wang Shun Kina | 4.15,12    |
|                  | |                    | |              | |            |
| 4 × 100 m frisim | Kina Pan Zhanle (47,06) Chen Juner (48,00) Hong Jinquan (48,27) Wang Haoyu (47,55) Wang Shun[a] Wang Changhao[a] Yang Jintong[a]              | 3.10,88 0AR0       | Sydkorea Ji Yu-chan (48,90) Lee Ho-joon (47,79) Kim Ji-hun (48,66) Hwang Sun-woo (47,61) Yang Jae-hoon[a] Lee Yoo-yeon[a] Kim Young-beom[a] | 3.12,96 0NR0 | Japan Katsumi Nakamura (48,75) Katsuhiro Matsumoto (47,97) Taikan Tanaka (48,82) Tomonobu Gomi (48,72) Shinri Shioura[a]                  | 3.14,26    |
| 4 × 200 m frisim | Sydkorea Yang Jae-hoon (1.46,83) Lee Ho-joon (1.45,36) Kim Woo-min (1.44,50) Hwang Sun-woo (1.45,04) Lee Yoo-yeon[a] Kim Gun-woo[a]           | 7.01,73 0AR0       | Kina Wang Shun (1.45,96) Niu Guangsheng (1.46,68) Wang Haoyu (1.45,99) Pan Zhanle (1.44,77) Fei Liwei[a] Hong Jinquan[a] Zhang Ziyang[a]    | 7.03,40 0NR0 | Japan Hidenari Mano (1.47,11) Tomoru Honda (1.45,59) Taikan Tanaka (1.48,00) Katsuhiro Matsumoto (1.45,59) So Ogata[a]                    | 7.06,29    |
| 4 × 100 m medley | Kina Xu Jiayu (52,05) 0MR0 Qin Haiyang (57,63) Wang Changhao (50,68) Pan Zhanle (46,65) Wang Shun[a] Yan Zibei[a] Sun Jiajun[a] Wang Haoyu[a] | 3.27,01 0AR0       | Sydkorea Lee Ju-ho (53,54) Choi Dong-yeol (59,12) Kim Young-beom (51,76) Hwang Sun-woo (47,63) Cho Sung-jae[a] Kim Ji-hun[a] Lee Ho-joon[a] | 3.32,05 0NR0 | Japan Ryosuke Irie (53,71) Yuya Hinomoto (59,72) Katsuhiro Matsumoto (50,93) Katsumi Nakamura (48,16) Daiki Yanagawa[a] Naoki Mizunuma[a] | 3.32,52    |

a  Simmade endast försöken men mottog medalj.

### Damer
| Gren             | Guld | Guld          | Silver | Silver     | Brons | Brons         |
| 50 m frisim      | Zhang Yufei Kina | 24,26 0MR0    | Siobhan Haughey Hongkong | 24,34      | Cheng Yujie Kina | 24,60         |
| 100 m frisim     | Siobhan Haughey Hongkong | 52,17 0AR0    | Yang Junxuan Kina | 53,11      | Cheng Yujie Kina | 53,91         |
| 200 m frisim     | Siobhan Haughey Hongkong | 1.54,12 0AR0  | Li Bingjie Kina | 1.56,00    | Liu Yaxin Kina | 1.56,43       |
| 400 m frisim     | Li Bingjie Kina | 4.01,96 0MR0  | Ma Yonghui Kina | 4.05,68    | Waka Kobori Japan | 4.07,81       |
| 800 m frisim     | Li Bingjie Kina | 8.20,01       | Waka Kobori Japan | 8.28,78    | Yang Peiqi Kina | 8.35,47       |
| 1 500 m frisim   | Li Bingjie Kina | 15.51,18 0MR0 | Gao Weizhong Kina | 16.05,73   | Yukimi Moriyama Japan | 16.17,78      |
|                  | |               | |            | |               |
| 50 m ryggsim     | Wang Xueer Kina | 27,35         | Wan Letian Kina | 27,41      | Miki Takahashi Japan | 28,21         |
| 100 m ryggsim    | Wan Letian Kina | 59,38         | Wang Xueer Kina | 59,52      | Lee Eun-ji Sydkorea | 1.00,03 0=NR0 |
| 200 m ryggsim    | Peng Xuwei Kina | 2.07,28       | Liu Yaxin Kina | 2.08,70    | Lee Eun-ji Sydkorea | 2.09,75       |
|                  | |               | |            | |               |
| 50 m bröstsim    | Tang Qianting Kina | 29,96         | Satomi Suzuki Japan | 30,14 0NR0 | Siobhan Haughey Hongkong | 30,36 0NR0    |
| 100 m bröstsim   | Reona Aoki Japan | 1.06,81       | Satomi Suzuki Japan | 1.06,95    | Yang Chang Kina | 1.07,01       |
| 200 m bröstsim   | Ye Shiwen Kina | 2.23,84       | Kwon Se-hyun Sydkorea | 2.26,31    | Runa Imai Japan | 2.26,41       |
|                  | |               | |            | |               |
| 50 m fjärilsim   | Zhang Yufei Kina | 25,10 0MR0    | Yu Yiting Kina | 25,71      | Rikako Ikee Japan | 26,02         |
| 100 m fjärilsim  | Zhang Yufei Kina | 55,86 0MR0    | Ai Soma Japan | 57,57      | Wang Yichun Kina | 57,83         |
| 200 m fjärilsim  | Zhang Yufei Kina | 2.05,57 0MR0  | Yu Liyan Kina | 2.08,31    | Hiroko Makino Japan | 2.09,22       |
|                  | |               | |            | |               |
| 200 m medley     | Yu Yiting Kina | 2.07,75 0MR0  | Ye Shiwen Kina | 2.10,34    | Kim Seo-yeong Sydkorea | 2.10,36       |
| 400 m medley     | Yu Yiting Kina | 4.35,44       | Ageha Tanigawa Japan | 4.35,65    | Mio Narita Japan | 4.38,77       |
|                  | |               | |            | |               |
| 4 × 100 m frisim | Kina Yang Junxuan (53,86) Cheng Yujie (53,07) Wu Qingfeng (53,84) Zhang Yufei (53,19) Li Bingjie[b] Yu Yiting[b] Liu Yaxin[b]       | 3.33,96 0MR0  | Japan Nagisa Ikemoto (54,59) Chihiro Igarashi (54,93) Rikako Ikee (54,66) Rio Shirai (54,30)                                                | 3.38,48    | Hongkong Camille Cheng (56,11) Siobhan Haughey (51,92) Tam Hoi Lam (55,66) Stephanie Au (55,41) Natalie Kan[b]                                                       | 3.39,10 0NR0  |
| 4 × 200 m frisim | Kina Liu Yaxin (1.56,45) Cheng Yujie (1.58,56) Li Bingjie (1.56,14) Li Jiaping (1.58,19) Wu Qingfeng[b] Ge Chutong[b] Yang Peiqi[b] | 7.49,34       | Japan Rio Shirai (1.59,28) Nagisa Ikemoto (1.57,73) Waka Kobori (1.59,00) Miyu Namba (1.59,92) Mio Narita[b] Hiroko Makino[b]               | 7.55,93    | Sydkorea Kim Seo-yeong (1.59,43) Hur Yeon-kyung (1.58,64) Park Su-jin (2.01,32) Han Da-kyung (2.00,72) Lee Eun-ji[b] Jeong Soe-un[b]                                 | 8.00,11       |
| 4 × 100 m medley | Japan Miki Takahashi (1.00,80) Reona Aoki (1.06,21) Ai Soma (57,28) Nagisa Ikemoto (53,38) Hiroko Makino[b]                         | 3.57,67       | Sydkorea Lee Eun-ji (1.00,68) Ko Ha-ru (1.08,42) Kim Seo-yeong (57,41) Hur Yeon-kyung (53,62) Kim Hye-jin[b] Park Su-jin[b] Jeong Soe-un[b] | 4.00,13    | Hongkong Stephanie Au (1.00,74) Siobhan Haughey (1.06,03) Natalie Kan (59,89) Tam Hoi Lam (55,06) Cindy Cheung[b] Hoi Kiu Lam[b] Hoi Ching Yeung[b] Camille Cheng[b] | 4.01,72       |

b  Simmade endast försöken men mottog medalj.

### Mixat
| Grem             | Guld | Guld         | Silver | Silver  | Brons | Brons        |
| 4 × 100 m medley | Kina Xu Jiayu (51,91) Qin Haiyang (57,25) Zhang Yufei (56,05) Yang Junxuan (52,52) Wang Shun[c] Yan Zibei[c] Wang Yichun[c] Cheng Yujie[c] | 3.37,73 0AR0 | Japan Ryosuke Irie (53,64) Yuya Hinomoto (59,50) Ai Soma (57,78) Nagisa Ikemoto (53,72) Hidekazu Takehara[c] Ippei Watanabe[c] Hiroko Makino[c] | 3.44,64 | Sydkorea Lee Eun-ji (1.01,37) Choi Dong-yeol (59,69) Kim Seo-yeong (57,39) Hwang Sun-woo (48,33) Lee Ju-ho[c] Hur Yeon-kyung[c] | 3.46,78 0NR0 |

c  Simmade endast försöken men mottog medalj.

## Medaljtabell
| Nr                  | Nation              | Guld | Silver | Brons | Totalt |
| ------------------- | ------------------- | ---- | ------ | ----- | ------ |
| 1                   | Kina*               | 28   | 21     | 9     | 58     |
| 2                   | Sydkorea            | 6    | 6      | 10    | 22     |
| 3                   | Japan               | 5    | 10     | 15    | 30     |
| 4                   | Hongkong            | 2    | 2      | 3     | 7      |
| 5                   | Kinesiska Taipei    | 0    | 1      | 0     | 1      |
| 5                   | Singapore           | 0    | 1      | 0     | 1      |
| 7                   | Kazakstan           | 0    | 0      | 2     | 2      |
| 7                   | Vietnam             | 0    | 0      | 2     | 2      |
| Totalt (8 nationer) | Totalt (8 nationer) | 41   | 41     | 41    | 123    |

## Deltagande nationer
Idrottare från 37 nationer tävlade i simning vid asiatiska spelen 2022:
- Afghanistan (1)
- Bangladesh (2)
- Bhutan (2)
- Filippinerna (8)
- Förenade arabemiraten (4)
- Hongkong (37)
- Indien (21)
- Indonesien (7)
- Iran (4)
- Japan (38)
- Kambodja (4)
- Kazakstan (6)
- Kina  (40)
- Kinesiska Taipei (8)
- Kirgizistan (2)
- Kuwait (4)
- Laos (5)
- Libanon (1)
- Macao (10)
- Malaysia (7)
- Maldiverna (8)
- Mongoliet (29)
- Nepal (4)
- Nordkorea (2)
- Oman (2)
- Pakistan (7)
- Palestina (4)
- Qatar (7)
- Singapore (22)
- Sri Lanka (3)
- Sydkorea (24)
- Tadzjikistan (8)
- Thailand (20)
- Turkmenistan (3)
- Uzbekistan (3)
- Vietnam (10)
- Östtimor (2)